# West Des Moines
West Des Moines és una població dels Estats Units a l'estat d'Iowa. Segons el cens del 2008 tenia 53.889 habitants.

## Demografia
Segons el cens del 2000, West Des Moines tenia 46.403 habitants, 19.826 habitatges, i 11.915 famílies. La densitat de població era de 669 habitants/km².
Dels 19.826 habitatges en un 30,3% hi vivien nens de menys de 18 anys, en un 50% hi vivien parelles casades, en un 7,7% dones solteres, i en un 39,9% no eren unitats familiars. En el 30,5% dels habitatges hi vivien persones soles el 7,1% de les quals corresponia a persones de 65 anys o més que vivien soles. El nombre mitjà de persones vivint en cada habitatge era de 2,33 i el nombre mitjà de persones que vivien en cada família era de 2,98.
Per edats la població es repartia de la següent manera: un 24,7% tenia menys de 18 anys, un 9,7% entre 18 i 24, un 35,5% entre 25 i 44, un 20,3% de 45 a 60 i un 9,8% 65 anys o més.
L'edat mediana era de 33 anys. Per cada 100 dones de 18 o més anys hi havia 87,9 homes.
La renda mediana per habitatge era de 54.139 $ i la renda mediana per família de 70.600 $. Els homes tenien una renda mediana de 45.185 $ mentre que les dones 31.555 $. La renda per capita de la població era de 31.405 $. Entorn del 2,8% de les famílies i el 4,5% de la població estaven per davall del llindar de pobresa.

## Poblacions més properes
El següent diagrama mostra les poblacions més properes.